# Arctostaphylos parryana
Arctostaphylos parryana är en ljungväxtart. Arctostaphylos parryana ingår i släktet mjölonsläktet, och familjen ljungväxter.

## Underarter
Arten delas in i följande underarter:
- A. p. deserticum
- A. p. parryana
- A. p. tumescens

## Bildgalleri

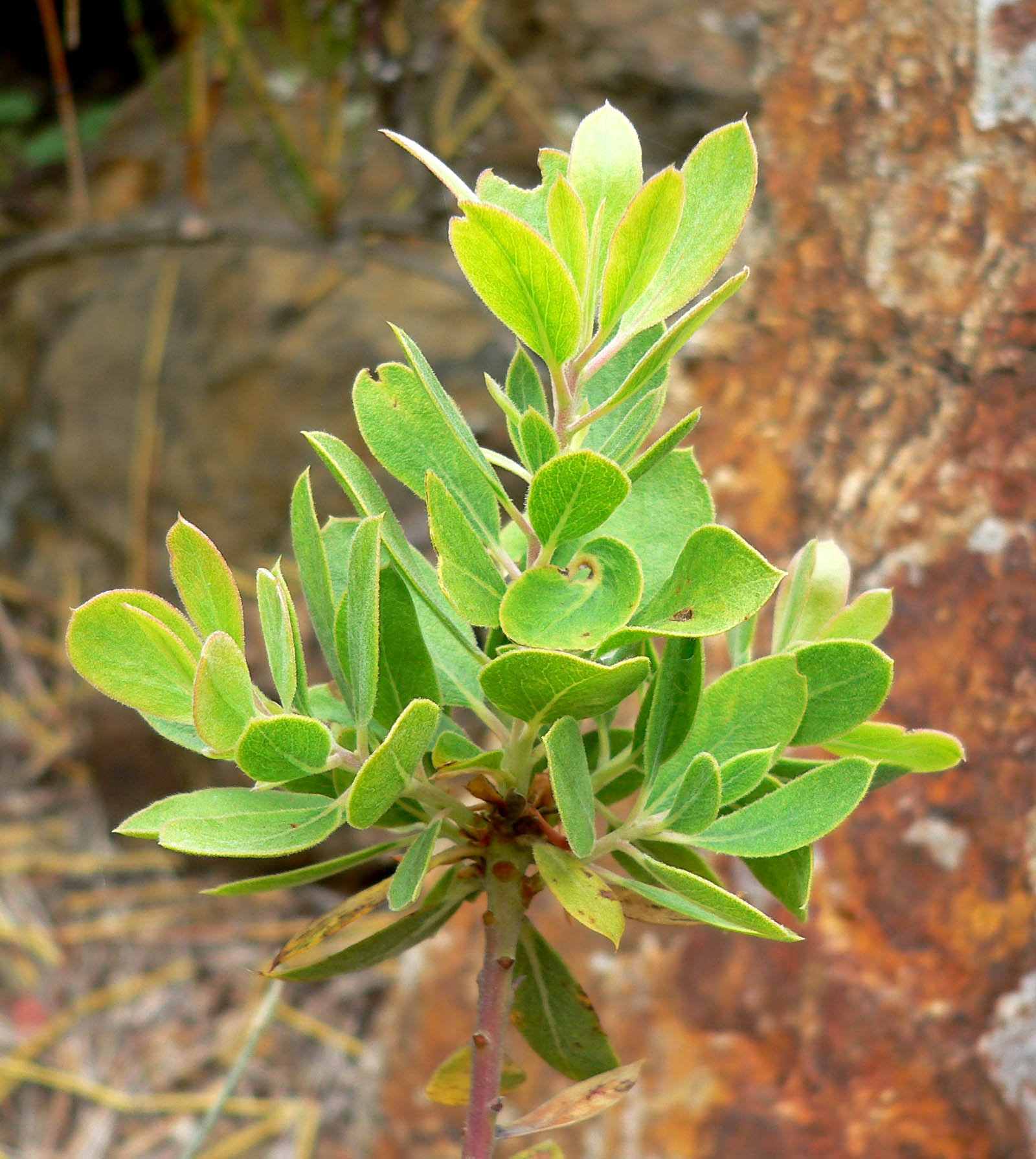